# Cheerfu11y
『Cheerfu11y』（チアフリー）は、2011年10月22日に公開された日本映画。チアダンスを題材とした作品である。タイトルの「11」はアルファベットの「ll」を置き換えたもので、女子高生役の出演者が11人いることを表している。また、彼女たち11人のチアダンスのパフォーマンスをクライマックスシーンで見ることができる。

## ストーリー
舞台は片田舎の女子高校。その女子高校に所属する11人の女子高生が部活動の予算獲得争いをしている最中に銅像を壊してしまった。その弁償をするために地元のチアダンス大会「Challenge★CUP北関東大会」で優勝し賞金の100万円を獲得しようと立ち上がる。少しずつグループとしてのまとまりを作り上げていく彼女達であるが、大会で優勝することはできるのだろうか？

## 登場人物
以下出演者とその役名、また、役どころを列記する。

### 11人の女子高生
| 役名       | 出演者名                               | 役どころ |
| ---------- | -------------------------------------- | --- |
| 石川カンナ | 吉川友                                 | 生徒会・会計担当であるがおおざっぱな性格。リーダー的役割。 姉である石川凛とチアダンスを一緒に踊っていた経験を持つ。 |
| アサミ     | 早見あかり                             | 漫画研究部。この映画の語り手を担当。趣味は未来予想マンガを描くこと。                                                |
| サチ       | にわみきほ（キャナァーリ倶楽部）       | バスケ部。リーダー気質。                                                                                            |
| マリモ     | 森詩織（ぱすぽ☆）                      | 卓球部。目立ちたがり屋。                                                                                            |
| クルミ     | 玉井杏奈（ぱすぽ☆）                    | パソコン部。口癖は「ウィキペディアに全部書いてある」。                                                              |
| エリザ     | 佐久間夏帆（ぱすぽ☆）                  | 日本文化研究部。フランスからの留学生。                                                                              |
| ユリ       | 安斉奈緒美（ぱすぽ☆）                  | ファッション部。自称・渋谷系のファッションリーダー。                                                                |
| 数子       | 秋山ゆりか（THE ポッシボー）           | 数学研究部。分度器を持ち歩いている。                                                                                |
| 塚ぽん     | 後藤夕貴（THE ポッシボー）             | 放送部。撮影機材やDJ卓を使うことが出来る。                                                                          |
| ヨーコ     | 森咲樹（アップアップガールズ（仮））   | 茶道部。引っ込み思案な性格だが、 チアダンス大会ではその性格とは関係なくパフォーマンスを披露する。                   |
| 会長       | 古川小夏（アップアップガールズ（仮）） | 生徒会会長。問題ごとを嫌う。                                                                                        |

### その他の登場人物
| 役名     | 出演者名 | 役どころ                                               |
| -------- | -------- | ------------------------------------------------------ |
| 石川凛   | 肘井美佳 | 石川カンナの姉。チアダンスの大会で優勝した経験を持つ。 |
| 石川恭子 | 松本圭未 | カンナの母                                             |
| 勘吉     | 長野克弘 | 数子の父                                               |
| 校長     | 越村公一 | 女子高校の校長                                         |

## 製作・エピソード
多数のアイドルグループに所属するアイドルが集って撮影された作品であり、最初はチアダンスやチームワークに不安があったという。出演者の一人である安斉は「初めて会った人ばかりで、ヤバい」と語り、秋山は「安斉と佐久間のダンスはやばいと思った」としている。また、リーダー的役割の吉川はチアダンスについて「できるか不安でした」と語っている。その後、練習期間や撮影期間中に少しずつまとまっていき、最終的には「みんな仲良くなれて、いい作品になった」と森詩織が語り、安斉と佐久間のダンスについては「ダンスの先生が号泣」するほどになった。また、この作品の撮影は真夏に行われ、暑さには苦労したという。

### 音楽
- 主題歌「ハピラピ 〜Sunrise〜」[15]（歌:吉川友、作詞:大華奈央香、作曲:michitomo、編曲:michitomo）
- 挿入歌「キス=スキ」[15]（歌:ぱすぽ☆、作詞:ペンネとアラビアータ、作曲:ペンネとアラビアータ、編曲:Adoriano Spinesi）

## 作品の評価

### 評論家のレビュー
『シネマトゥデイ』編集部福田麗は「本作はまさに和製『チアーズ!』といっても過言ではない？」と評価している。

## DVDリリース
この映画に関するDVDは2種製作されており、1つは映画『Cheerfu11y（チアフリー）』である。発売日は2012年1月18日であり、規格品番はUPBH-1300である。もう1つは映画『Cheerfu11y（チアフリー）』〜The Making Of Cheerfu11y〜である。こちらも発売日は2012年1月18日であり、規格品番はPDBJ-1002である。この映画のメイキングが収録されており、収録分数は約112分。

## その他

### 先行プレミアム上映会
2011年10月12日、全国公開に先がけSHIBUYA-AXにて森咲樹を除く10人が出席して先行プレミアム上映会が行われ、映画上映と、クライマックスシーンで見ることのできる「チアダンス」の生披露などが行われた。